# Ori and the Blind Forest
Ori and the Blind Forest (укр. Орі та Безвісний ліс) — відеогра в жанрі екшн-платформера, розроблена студією Moon Studios. Випуск гри Microsoft Studios для платформ Windows 10 і Xbox One відбувся 11 березня 2015 року, а для Nintendo Switch — 27 вересня 2019.
Сюжет описує пригоди лісового духа Орі в подобі звірятка. Коли ліс занепадає, Орі вирушає відновити баланс стихій і знайти джерело лиха, розкриваючи заразом таємницю власного походження.

## Ігровий процес

Орі в нічному лісі

Гра є двовимірним платформером з деякими тривимірними елементами. Гравець управляє персонажем на ім'я Орі — казковою істотою білого кольору, котра нагадує щось середнє між лисицею, білкою і дикою кішкою. Мета кожного рівня зазвичай полягає в пошуку виходу, для чого належить збирати чарівні камені, котрі відкривають брами, та знищувати ворогів. Орі володіє запасом зарядів життя та енергії. Енергія витрачається на посилені атаки, відкриття брам і створення «духовного зв'язку» — точок збереження гри. «Духовний зв'язок» можна створити у будь-якому безпечному місці; також збереження відбувається і після досягнення сюжетно важливих місць.
Знаходячи спеціальні сфери, можна збільшити максимальний запас життя та енергії. Поповнити запас життя й енергії можна від деяких рослин, або знищивши певних ворогів. Долаючи ворогів і знаходячи секрети, Орі накопичує досвід (очки світла) і відкриває нові можливості, поділені на три категорії: атака, життя та енергія. Додатково, коли він отримує нове очко вдосконалень, усіх ворогів на екрані вражає спалах.
Орі супроводжує дух на ім'я Сейн (англ. Sein) — згусток світла, що освітлює простір навколо та може за вказівкою атакувати іскрами «духовного полум'я». Атаку можна затримати, щоб здійснити потужніший розряд, здатний знищити броньованих ворогів або зруйнувати перешкоди, але на це витрачається один заряд енергії.
Сам Орі спочатку вміє тільки бігати і стрибати, але в процесі гри він навчається лазити по стінах, пірнати під воду, ширяти в повітрі, здійснювати подвійні-потрійні стрибки, відбивати ворожі атаки та відштовхуватися від них. Подекуди вимагається пересовувати вантажі чи перемикати важелі задля відкриття подальшого шляху. Деякі перешкоди Орі не може зруйнувати сам, а повинен спрямувати на них ворогів або їхні постріли.
Усі рівні, що являють собою різні ділянки лісу, прямо пов'язані між собою, тож гравець може йти туди, куди йому заманеться. Однак, лише завершивши головне завдання на одному рівні, можна потрапити на сусідні. Пізніше, в міру отримання можливостей, можна повернутися на вже пройдені рівні, щоб потрапити в недоступні раніше сховки з корисними предметами.

## Сюжет
Події відбуваються в чарівному Нібельському лісі, населеному тваринами й духами. Орі — це листок Дерева духів, яке керує лісом, дух-помічник, зірваний буревієм з гілки і закинутий далеко від дерева. Впавши на землю, листок перетворився на чарівне звірятко. В такому вигляді його і знайшла Нару — істота, схожа на великого незграбного ведмедя, — яка стала для Орі опікункою. Удвох вони живуть у печері й доглядають за плодовим садом на узліссі.
За якийсь час Орі бачить як Дерево духів сяє вдалині, після чого ліс занепадає. Дерева починають стрімко в'янути, вода забруднюється, ліс заростає непрохідними колючками та наповнюється хижаками. Віддавши Орі останній плід, Нару помирає, і звірятко покидає домівку, блукаючи лісом. Воно падає знесилене, але Дерево духів дає Орі частку своєї сили, щоб той дійшов до нього та врятував ліс. Орі знаходить лісового духа на ім'я Сейн, який супроводжує його в подорожі до Дерева духів.
Дорогою, на болоті, Орі знаходить Дерево предків, від якого отримує здатність лазити по стінах. Орі виявляє монументи, з яких дізнається, що сова Куро викрала світло сфери, з допомогою якої дерево підтримувало баланс трьох стихій: Води, Вітру й Тепла. Без світла керівної сфери три сфери стихій перестали діяти, що спричиняє хаос у лісі. Орі дістається до другого Дерева предків, яке вчить його здійснювати посилену атаку, щоб розбити камінні стіни.
Далі звірятко зустрічає павукоподібну істоту Гумона, що викрав ключ від сфери Води. Гумон тікає в підземні тунелі, а на шляху Орі постає чудовисько у вигляді щупальця. Здолавши його, дух продовжує переслідування та отримує від наступного Дерева предків здатність до подвійного стрибка. Врешті Гумона привалює камінням, Орі рятує Гумона і той віддає ключ. Прийшовши з ключем у святилище, Орі відкриває шлях у величезне порожнисте дерево. Піднявшись вище, Орі перемагає чудовисько та отримує від Дерева предків можливість відбивати ворожі постріли. Орі вдається дістатися на верхівку дерева, де розчистити від заростів сферу Води та зарядити її з допомогою Сейна. Це спричиняє повінь, але Орі встигає врятуватися.
Куро скидає Орі в болото, де звірятко рятує Гумон. Тепер вода очищена і Орі може в ній плавати, відкриваючи нові шляхи. Дерево духів наділяє Орі здатністю тупати, щоби пробивати тонку підлогу та забивати кілки, що запускають механізми. Завдяки цій здатності Орі перемагає чергове чудовисько та потрапляє в долину. Там дух виявляє гніздо Куро та дізнається, що після того як загубився, Дерево духів випустило світло аби інші духи знайшли Орі. Та світло спалило пташенят Куро і сова вирішила помститися, викравши світло керівної сфери. Залишок сили тієї сфери і став Сейном. Орі вдається добути пір'їну Куро, котру використовує щоб ширяти в повітрі. Дух дістається в наповнений туманом ліс, де вивчає здатність бігати вздовж вигнутих стін. Перемігши двох привидів, Орі відкриває шлях у святилище, що розсіює туман і дає ключ від заморожених печер. Всередині Орі отримує здатність ходити по розжарених поверхнях. Гумон пробирається слідом, коли Орі вдається дійти до сфери Вітру та зарядити її світлом. Бажаючи врятувати своє плем'я, Гумон втручається в механізм, починається обвал, від якого Орі тікає завдяки пір'їні Куро.
Сова намагається вислідкувати Орі, дух переховується та потрапляє в ущелину, де вивчає посилений стрибок. Звірятко повертається на болото і звідти дістається на гору, де знаходить ключ від святилища, схованого у випаленій місцині, де знаходиться сфера Тепла. Орі знищує вогняного черва та заряджає сферу Тепла. Прилітає Куро та знову береться переслідувати Орі, спалахує пожежа. Гумон користується викраденою раніше реліквією, щоб оживити Нару, котра прибуває на допомогу й рятує Орі. Побачивши любов Нару до Орі, Куро отямлюється та повертає викрадене світло Дереву, але гине, коли воно починає сяяти знову в повну силу.
Минає час, ліс знову процвітає. Орі спостерігає за народженням нових духів і вилупленням останнього пташеняти Куро.

## Розробка
Ori and the Blind Forest  розроблялася 4 роки студією Moon Studios. Один з провідних розробників — Томас Малер (англ. Thomas Mahler) — в минулому працював в Blizzard Entertainment. За даними продюсера Microsoft Даніеля Сміта, студія Moon Studios НЕ зосереджена в якомусь одному місці: розробники знаходяться в різних куточках світу, таких як Австрія, Австралія, Ізраїль, США та інші країни. Програміст Девід Кларк заявив, що «Ori and the Blind Forest» — це данина поваги таким класичним пригодницьким іграм, як Rayman і Metroid.
При написанні сюжету розробники керувалися такими творами, як «Король Лев» і «Сталевий гігант».
Вперше гра була представлена на E3 2014 на презентації в Гален Центрі; до речі, E3 було тим заходом, на якому всі розробники вперше зустрілися один з одним. Під час E3 її відвідувачі шикувалися в довгі черги, щоб спробувати демо-версію.
Після E3 Moon Studios анонсували вихід Xbox-версії гри на початку 2015 року. У листопаді 2014 Moon Studios оголосила про плани відстрочити випуск для всіх запланованих платформ, не згадавши, однак, нічого про платформу Xbox 360. Пізніше вони заявили, що незабаром гра вийде для цієї платформи.

## Ori and the Blind Forest: Definitive Edition
У виданні Definitive edition, випущеному 11 березня 2016 року для Xbox One та 27 квітня для Windows, було додано нові локації («Black Root Burrows» і «Lost Grove»), що розкривають минуле Нару, і де можна отримати нові здібності — ривок (дозволяє таранити ворогів собою та стрімко переноситися на певну відстань в обраному напрямку) і спалах (дозволяє Орі жбурляти вибухові згустки світла). Також у цьому виданні запроваджено полегшений (зі зменшеною шкодою від ворогів і природних небезпек) і ускладнений рівні складності (з єдиним життям), та можливість швидкого переміщення між уже відвіданими локаціями через спеціальні магічні криниці. До видання включено матеріали про розробку гри.

## Саундтрек
Музику для гри написав композитор Гарет Кокер (англ. Gareth Coker).
| Ori and the Blind Forest (Original Soundtrack) | Ori and the Blind Forest (Original Soundtrack) | Ori and the Blind Forest (Original Soundtrack) |
| #                                              | Назва                                          | Тривалість                                     |
| ---------------------------------------------- | ---------------------------------------------- | ---------------------------------------------- |
| 1.                                             | «Ori, Lost In the Storm»                       | 01:08                                          |
| 2.                                             | «Naru, Embracing the Light»                    | 01:24                                          |
| 3.                                             | «Calling Out»                                  | 01:28                                          |
| 4.                                             | «The Blinded Forest»                           | 03:28                                          |
| 5.                                             | «Inspiriting»                                  | 01:22                                          |
| 6.                                             | «First Steps Into Sunken Glades»               | 04:34                                          |
| 7.                                             | «Finding Sein»                                 | 01:45                                          |
| 8.                                             | «Up the Spirit Caverns Walls»                  | 05:36                                          |
| 9.                                             | «The Spirit Tree»                              | 01:48                                          |
| 10.                                            | «Kuro's Tale I - Her Rage»                     | 01:16                                          |
| 11.                                            | «Thornfelt Swamp»                              | 04:07                                          |
| 12.                                            | «Down the Moon Grotto»                         | 03:55                                          |
| 13.                                            | «The Ancestral Trees»                          | 01:48                                          |
| 14.                                            | «Gumo's Hideout»                               | 03:05                                          |
| 15.                                            | «Breaking Through the Trap»                    | 00:56                                          |
| 16.                                            | «Climbing the Ginso Tree»                      | 05:39                                          |
| 17.                                            | «Restoring the Light, Facing the Dark»         | 02:28                                          |
| 18.                                            | «The Waters Cleansed»                          | 02:02                                          |
| 19.                                            | «Lost In the Misty Woods»                      | 04:45                                          |
| 20.                                            | «Home Of the Gumon»                            | 05:07                                          |
| 21.                                            | «Escaping the Ruins»                           | 02:19                                          |
| 22.                                            | «Kuro's Tale II - Her Pain»                    | 01:56                                          |
| 23.                                            | «Riding the Wind»                              | 05:00                                          |
| 24.                                            | «Completing the Circle»                        | 02:20                                          |
| 25.                                            | «Approaching the End»                          | 01:08                                          |
| 26.                                            | «Mount Horu»                                   | 02:56                                          |
| 27.                                            | «Conundrum»                                    | 01:22                                          |
| 28.                                            | «The Crumbling Path»                           | 02:27                                          |
| 29.                                            | «Racing the Lava»                              | 00:28                                          |
| 30.                                            | «Fleeing Kuro»                                 | 03:48                                          |
| 31.                                            | «The Sacrifice»                                | 03:07                                          |
| 32.                                            | «Light of Nibel»                               | 04:19                                          |
| 01:28:51                                       |                                                |                                                |

## Оцінки й відгуки
| Агрегатор    | Оцінка                      |
| ------------ | --------------------------- |
| GameRankings | 89,07 % (Xbox) 89.33 % (PC) |
| Metacritic   | 89/100 (Xbox) 89/100 (PC)   |

| Видання                                  | Оцінка |
| ---------------------------------------- | ------ |
| Destructoid                              | 9.5/10 |
| Electronic Gaming Monthly                | 9/10   |
| Game Informer                            | 9.5/10 |
| GameRevolution                           | [ 21 ] |
| GameSpot                                 | 9/10   |
| GamesRadar+                              | [ 23 ] |
| GameTrailers                             | 8.6/10 |
| IGN                                      | 8.5/10 |
| Official Xbox Magazine (Велика Британія) | [ 26 ] |
| PC Gamer (США)                           | 87/100 |
| Pocket Gamer                             | 10/10  |
| Polygon                                  | 9/10   |
| VideoGamer.com                           | 9/10   |
| Игромания                                | 9/10   |

### Критика
Ori and the Blind Forest здобула визнання критиків, зібравши середню оцінку у 89 % для всіх платформ на агрегаторах Metacritic і GameRankings. Особливо критиками були відзначені візуальний стиль, сюжет, музичний супровід, дослідження світу і дизайн гри.
Gamespot особливу увагу звернули на візуальний стиль і музичний супровід, вигадану мову, котрою розмовляють персонажі, що створює казкову атмосферу. Проте підкреслювалось, що «Важливо, втім, не вважати, що Ori and the Blind Forest просто красива. Вона звичайно така — але також невпинно розумна. Вона постійно дивує вас новими трюками: зміною гравітації, новими шляхами та рухами в просторі, та прискіпливо спроєктованими рівнями, що вимагають думати швидко й реагувати».
IGN поділяли думку Gamespot, додаючи, що багато рівнів гри відчуваються тренуванням перед справжніми випробуваннями, котрими є кімнати, які треба пройти за один раз. Створення «Духовного зв'язку» для збереження прогресу визнавалося доцільним рішенням замість статичних точок збереження. Крім того було високо оцінено різноманітність способів знищення ворогів, які втім завжди мають той самий результат попри різне виконання. Орі називався надміру вразливим персонажем, що призводить місцями до несподіваних смертей.
У The Guardian відгукнулися, що хоча сюжет про відновлення балансу стихій не новий, проте заставки та певні моменти гри, особливо моменти втечі, дуже емоційні. Підкреслювалося, що гра часом вимагає неабиякої уважності та розрахування часу на стрибки, удари й т. ін. Разом з тим складні для проходження місця після певної кількості спроб долаються і у грі немає місць, пройти які було б надто складно. Схвалення здобула система розвитку персонажа, тоді як потреба регулярно поповнювати енергію визнавалася чи не головною перепоною в просуванні рівнями.
PC Gamer схвально оцінили дизайн, поєднаний зі складністю головоломок і збагачений помірними битвами з ворогами. Підкреслювалось, що в грі є декілька місць, які треба пройти на час, які можливо є найскладнішими, але тим самим запам'ятовуються. Зауважувалося, що хоча гра вийшла і для ПК, грати в неї помітно зручніше з геймпада, ніж клавіатури.
На думку журналу «Ігроманія», це «Запаморочливо красивий, цікавий і по-своєму глибокий платформер. Ori and the Blind Forest не тримає вас за дурня і постійно підкидає нові випробування, але не втрачає хватку: гра завжди рівно настільки складна, наскільки потрібно».
На щорічному голосуванні The Game Awards 2015 гра удостоїлася першого місця в категорії «Найкраща арт-режисура»", а також другого місця в категорії «Найкращий платформер», відставши всього на 1 % від переможця Super Mario Maker — конструктора карт для гри Mario.

### Продажі
Один з провідних розробників Moon Studios, Томас Малер, офіційно заявив, що Ori and the Blind Forest як їхній перший великий проєкт уже встиг повністю відбити свої витрати на виробництво і сталося це протягом всього лиш тижня після релізу, і натякнув, що франшиза може побачити наступну частину.
«Ми і Microsoft не приховуємо свого щастя: Ori and the Blind Forest вдалося повністю відбити вкладений в нього бюджет всього за тиждень після релізу. Я б навіть не здивувався, якщо в майбутньому якась кіностудія не вирішила б придбати права на екранізацію нашої гри, адже вона без сумніву відмінно виглядала на великому екрані. І так, не стану заперечувати, наша команда дуже хоче зробити новий великий проект, і вже зараз працює над п'ятьма різними прототипами, які, можливо, з часом стануть повноцінними іграми. Мені б хотілося розповісти вам трохи більше, але, на жаль, з певних причин розкривати всіх подробиць щодо наших подальших планів я не можу».
Станом на серпень 2018 року гра продалася тиражем 1,7 млн копій.

### Нагороди
| Golden Joystick Awards 2015 | Найкраща оригінальна гра        | Номінація | [ 36 ] |
| Golden Joystick Awards 2015 | Найкраща графіка                | Номінація | [ 36 ] |
| Golden Joystick Awards 2015 | Гра року                        | Номінація | [ 36 ] |
| Golden Joystick Awards 2015 | Найкращий звук                  | Перемога  | [ 37 ] |
| Golden Joystick Awards 2015 | Xbox-гра року                   | Перемога  | [ 37 ] |
| The Game Awards 2015        | Найкраща інді-гра               | Номінація | [ 38 ] |
| The Game Awards 2015        | Найкращий саундтрек             | Номінація | [ 38 ] |
| The Game Awards 2015        | Найкращий пригодницький бойовик | Номінація | [ 38 ] |
| The Game Awards 2015        | Найкраща арт-режисура           | Перемога  | [ 38 ] |